# Ходасевич, Павел Владимирович
Павел Владимирович Ходасевич (род. 16 июля 1993, Борисов, Минская область, Белоруссия) — белорусский тяжелоатлет, выступающий в весовых категориях до 85 кг и до 96 кг, участник Олимпийских игр (2016), серебряный призёр чемпионата мира 2018 года, обладатель бронзы на чемпионате Европы (2024).

## Биография
Павел студент БНТУ спортивно-технического факультета.
В начале ноября 2018 года на чемпионате мира в Ашхабаде, белорусский спортсмен, в весовой категории до 89 кг., завоевал серебряную медаль мирового первенства, сумев взять общий вес 371 кг. Выполняя упражнение рывок белорус показал второй результат с весом на штанге 169 кг.
В феврале 2024 года на чемпионате Европы в Софии Павел завоевал бронзовую медаль по сумме двух упражнений с результатом 360 кг. В упражнении рывок он стал третьим (165 кг). 

## Результаты выступлений
| Год  | Соревнование       | Место проведения | Весовая категория | Рывок  | Толчок | Сумма двоеборья | Место      |
| 2014 | Чемпионат мира     | Алма-Ата         | до 85 кг          | 169 кг | 200 кг | 369 кг          | 7          |
| 2016 | Олимпийские игры   | Рио-де-Жанейро   | до 85 кг          | 170 кг | 195 кг | 365 кг          | 6          |
| 2017 | Чемпионат Европы   | Сплит            | до 85 кг          | 160 кг | 196 кг | 356 кг          | 4          |
| 2017 | Летняя Универсиада | Синьбэй          | до 85 кг          | 160 кг | 190 кг | 350 кг          | 4          |
| 2018 | Чемпионат мира     | Ашхабад          | до 89 кг          | 169 кг | 202 кг | 371 кг          | 02 ! [ 4 ] |
| 2021 | Чемпионат мира     | Ташкент          | до 89 кг          | 160 кг | —      | —               | —          |
| 2024 | Чемпионат Европы   | София            | до 96 кг          | 165 кг | 195 кг | 360 кг          |            |